# Letteratura aramaica
La letteratura aramaica comprende un ampio insieme di testi letterari, religiosi e culturali prodotti in lingua aramaica dall’inizio del I millennio a.C. fino a oggi. L'aramaico è stato utilizzato come lingua ufficiale e culturale da molte civiltà del Vicino Oriente antico, influenzando profondamente la tradizione ebraica, cristiana e, in misura minore, islamica. La produzione letteraria in aramaico si estende dalle traduzioni bibliche alle epiche religiose, fino agli scritti sapienziali, offrendo una finestra privilegiata sulla storia e la cultura del Medio Oriente antico e tardo-antico.

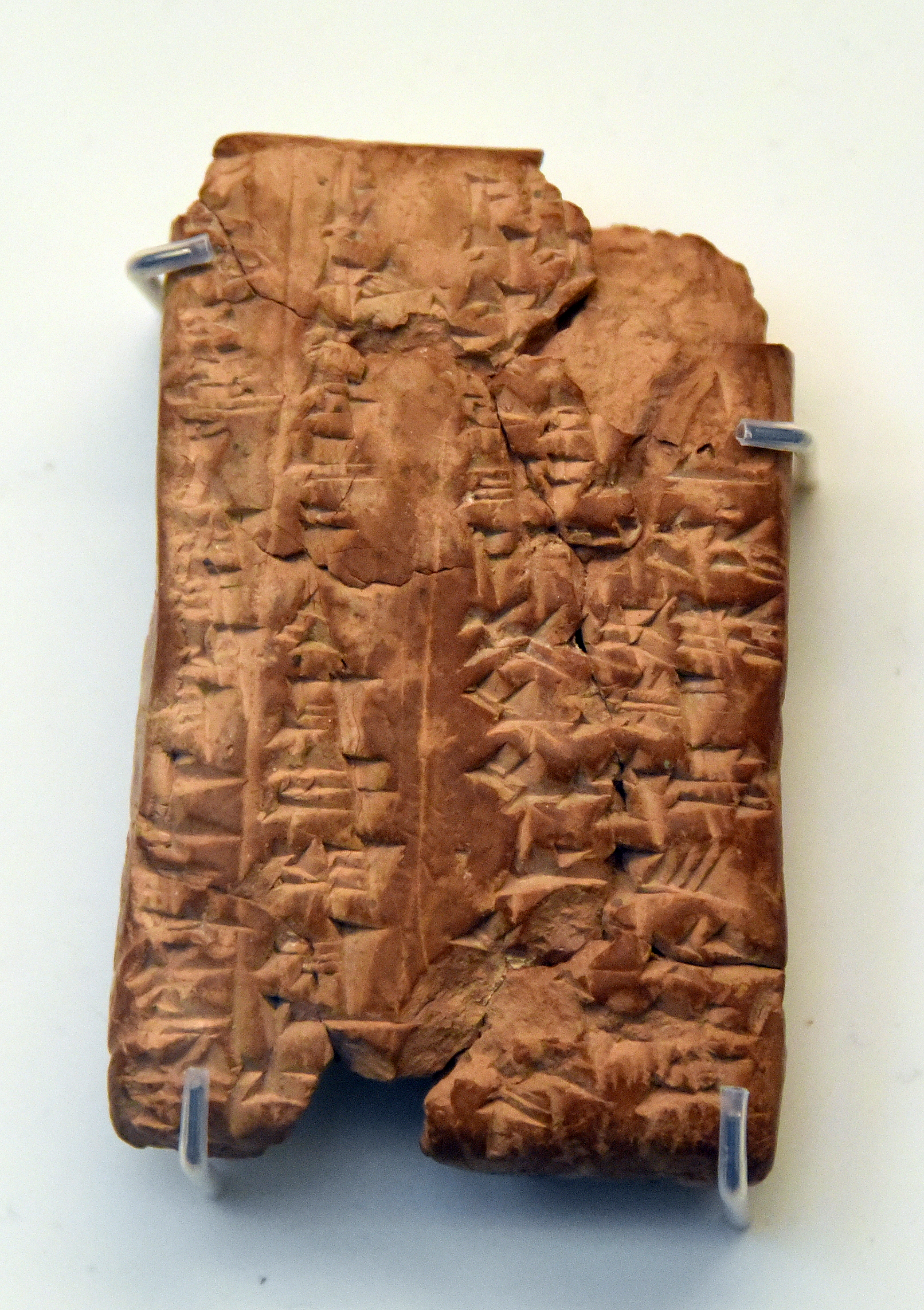
Questa tavoletta di argilla rappresenta un esperimento in classe; un insegnante ha imposto un esercizio di scrittura impegnativo agli alunni che parlavano entrambe le lingue accadico e aramaico. Gli alunni dovevano usare i tradizionali segni sillabici cuneiformi per esprimere i suoni dell'alfabeto aramaico Iraq merid., ca. 500 a.C. British Museum

## Storia e diffusione
L’aramaico emerse intorno al I millennio a.C. tra i popoli aramei e fu adottato dai sovrani assiri e babilonesi come lingua di amministrazione e commercio, diffondendosi rapidamente in tutto il Vicino Oriente. Con l'espansione dell'Impero Persiano, l’aramaico ufficiale (o "aramaico imperiale") divenne la lingua amministrativa in vaste aree, dal Mediterraneo orientale all'Asia centrale. Durante il periodo ellenistico, l’aramaico continuò a svolgere un ruolo importante accanto al greco, mentre in epoca romana si diversificò in dialetti come il siriaco a est e l’aramaico occidentale in Palestina e dintorni.
In ambito religioso, l’aramaico è stato fondamentale per l’ebraismo, il cristianesimo siriaco e le comunità mandaiche. È rimasto lingua liturgica nelle chiese siriache fino ai giorni nostri, mentre varianti locali sopravvivono tra le comunità neo-aramaiche in Siria, Iraq e Turchia.

## Generi letterari principali
La letteratura aramaica si sviluppò in vari generi, ognuno con una funzione specifica nella vita culturale e religiosa delle comunità che la utilizzavano:
- Targumim: Traduzioni aramaiche della Bibbia ebraica che si svilupparono principalmente durante il periodo del Secondo Tempio, rese necessarie dalla crescente diffusione dell'aramaico nelle comunità ebraiche della diaspora. I Targumim non si limitavano a tradurre, ma spesso interpretavano e ampliavano il testo biblico, includendo spiegazioni e commentari per renderlo accessibile e rilevante per i contemporanei. Esempi famosi sono il Targum di Onkelos, opera del rabbino Onkelos; e il Targum Jonathan, scritto dal Tanna Jonathan ben Uzziel.[5]

- Manoscritti del Mar Morto: Ritrovati nelle grotte di Qumran, questi testi apocrifi, tra cui il Libro dei Giganti e il Libro dei Giubilei, offrono una visione religiosa del periodo del Secondo Tempio. Questi manoscritti riflettono credenze escatologiche, apocalittiche e sapienziali, e presentano figure bibliche come Enoch e Abramo in chiave nuova. Gli apocrifi di Qumran rivelano l'importanza dell'aramaico come lingua di espressione religiosa nel giudaismo antico.[6][7]

- Peshitta: La principale versione aramaica della Bibbia cristiana è conosciuta come Peshitta, usata dalle comunità cristiane siriache fin dal II secolo d.C. Essa include sia l’Antico che il Nuovo Testamento e rappresenta un importante esempio di trasmissione e adattamento culturale della letteratura cristiana. La Peshitta mantiene un ruolo liturgico significativo nelle chiese siriache, maronite e caldee.[8][9]

- Letteratura siriaca: Di carattere prevalentemente religioso, la più importante dell'antico Oriente cristiano.

- Letteratura mandaica: Il mandeismo, una religione gnostica originaria della Mesopotamia, ha una tradizione letteraria in aramaico classico. I testi principali includono: il Ginza Rabba (Grande tesoro), una raccolta di scritture sacre divisa in due parti, il Ginza Smala e il Ginza Yamina; il Drašia d-Yahia (Libro di Giovanni), che riflette un mondo di credenze dualistiche e gnostiche; e il Qulasta (Libro canonico delle preghiere).[10][11]

- Letteratura sapienziale e magica: Essa spazia dagli insegnamenti morali alle formule incantatorie. Nei testi giudaico-aramaici del periodo tardo-antico, come la letteratura talmudica (Ghemara), troviamo discorsi sapienziali e massime di saggezza. Inoltre, documenti magici, come le cosiddette "ciotole incantatorie"[12]trovate in Mesopotamia, sono incise con testi aramaici e riflettono credenze popolari e pratiche religiose diffuse tra le comunità semitiche.[1][13][14][15][16]

## Influenza e rilevanza culturale
La letteratura aramaica ha avuto un’influenza duratura, in particolare come veicolo di trasmissione culturale e religiosa. L'aramaico non solo preserva miti e racconti religiosi, ma funge da ponte tra culture diverse, grazie alla sua adozione da parte di ebrei, cristiani e mandei. Questo corpus letterario continua a essere studiato per comprendere la storia delle idee religiose e culturali del Vicino Oriente. Anche oggi, l'aramaico resta una lingua liturgica per le chiese siriache e una lingua viva tra alcune comunità neo-aramaiche.